# إدنا وايت
إدنا وايت (بالإنجليزية: Edna White)‏ هي ملحنة أمريكية، ولدت في 23 أكتوبر 1892 في ستامفورد في الولايات المتحدة، وتوفيت في 25 يونيو 1992.